# Municipio de Rose (Ohio)
El municipio de Rose (en inglés: Rose Township) es un municipio ubicado en el condado de Carroll en el estado estadounidense de Ohio. En el año 2010 tenía una población de 1537 habitantes y una densidad poblacional de 16,71 personas por km².

## Geografía
El municipio de Rose se encuentra ubicado en las coordenadas 40°36′14″N 81°15′15″O / 40.60389, -81.25417. Según la Oficina del Censo de los Estados Unidos, el municipio tiene una superficie total de 91.98 km², de la cual 91,93 km² corresponden a tierra firme y (0,06 %) 0,05 km² es agua.

## Demografía
Según el censo de 2010, había 1537 personas residiendo en el municipio de Rose. La densidad de población era de 16,71 hab./km². De los 1537 habitantes, el municipio de Rose estaba compuesto por el 97,85 % blancos, el 0,33 % eran afroamericanos, el 0,33 % eran amerindios, el 0,2 % eran asiáticos, el 0,13 % eran de otras razas y el 1,17 % eran de una mezcla de razas. Del total de la población el 0,91 % eran hispanos o latinos de cualquier raza.